# 海莉·塞奇
海莉·塞奇（英語：Hayley Sage，1986年8月1日—），英国女子跳水运动员。她曾代表英格兰参加2006年英联邦运动会跳水比赛，获得一枚铜牌。她也曾参加2008年夏季奥林匹克运动会。